# Parksosaurus
Parksosaurus (gušter Williama Parksa) rod je ornitopoda hipsilofodonata iz razdoblja maastrichtija iz kasnokredske formacije Horseshoe Canyon u Alberti (Kanada). Naše znanje zasniva se na uglavnom djelomično sklopljenim kosturima i nepotpunoj lubanji, po kojima se raspoznaje da je bio malen, dvonožan dinosaur-biljožder. Pripada nekolicini opisanih ornitopoda iz kasnokredske Sjeverne Amerike (prije oko 70 milijuna godina), koji ne pripadaju među hadrosauride.

## Opis
Detaljne su procjene sveukupne dužine Parksosaurusa rijetke; Gregory S. Paul 2010. je procijenio dužinu na 2,5 metara, a težinu na 45 kg. William Parks ustanovio je da je zadnji ud njegove vrste T. warreni otprilike iste dužine kao i kod vrste Thescelosaurus neglectus (93 cm za T. warreni nasuprot 95,5 cm za T. neglectus) iako je goljenična kost bila kraća od bedrene kod T. neglectus, a obrnuto kod T. warreni. Tako se može zaključiti da se Parksosaurus može usporediti s bolje poznatim rodom Thescelosaurus po pitanju linearnih dimenzija, unatoč proporcijskim razlikama (visina od 1 metra u kukovlju, dužina od 2 do 2,5 metara). Zbog razlika u proporcijama on bi vjerojatno izgledao lakše, jer je manje težine bilo koncentrirano oko bedra. Kao i Thescelosaurus, imao je tanke, djelomično okoštale hrskavičaste ploče duž rebara. Rameni pojas bio je snažno građen. Parksosaurus je imao barem 18 zuba u maksilarnoj kosti, a oko 20 u donjoj čeljusti; broj zuba u premaksilarnoj kosti nepoznat je.

## Klasifikacija
Parksosaurus se još od prvog opisa smatra hipsilofodontom. U novijim pregledima se naučnici nisu toliko bavili tom tematikom, iako su David B. Norman i kolege (2004.) smatrali da je on, u okviru parafiletične porodice Hypsilophodontidae, sestrinski takson roda Thescelosaurus, a Richard Butler i kolege (2008.) su zaključili da bi mogao biti u bliskom srodstvu s južnoameričkim rodom Gasparinisaura. Međutim, filogenija primitivnih ornitopoda je trenutno slabo istražena, iako se provode neka istraživanja na tom polju. Kao i Thescelosaurus, Parksosaurus je imao relativno snažno građene zadnje udove i izduženu lubanju, koja nije toliko imala oblik luka koliko lubanje drugih hipsilofodonata.

## Otkriće i povijest
Paleontolog William Parks je 1926. opisao kostur ROM 804 kao da pripada vrsti Thescelosaurus warreni, koja je otkrivena 1922. godine u formaciji kod rijeke Red Deer, koja se u to vrijeme nazivala formacija Edmonton. kostur se sastojao od nepotpune lubanje (kojoj je nedostajao kljun), od većine lijevog ramenog pojasa (uključujući i supraskapularnu kost, koja se obično može naći kod guštera, ali se zbog grubih krajeva lopatica može naći kod nekih ornitopoda u vidu hrskavice), lijeve ruke (bez šake), rebara i dijelova prsne kosti, oštećenog lijevog dijela zdjelice, desne Os ischii, lijeve noge bez nekoliko nožnih prstiju, artikulisanih leđnih, kukovnih i repnih kralježaka i velikog broja okoštalih tetiva oko kraja repa. Tijelo te životinje bilo je položeno na lijevu stranu, a većina desne strane je uništena prije nego što je pokrivena sedimentima; uz to, glava je odvojena od tijela, a vrat je izgubljen. Parks je na osnovu proporcija nogu odvojio novu vrstu od T. neglectus; T. warreni je imao dužu goljeničnu od bedrene kosti, kao i duže nožne prste.
Charles M. Sternberg se, nakon otkrića primjerka kojeg je nazvao Thescelosaurus edmontonensis, ponovo vratio na T. warreni i zaključio da se ta vrsta može svrstati u poseban rod (koji je dobio naziv u jednom apstraktu, što nije uobičajeno, ali njegov primjerak je ipak već bio detaljno opisan). On je 1940. predstavio detaljniju usporedbu i našao veliki broj tjelesnih razlika između ta dva roda. Svrstao je rod Parksosaurus u Hypsilophodontinae s rodovima Hypsilophodon i Dysalotosaurus, a rod Thescelosaurus u Thescelosaurinae. Rod Parksosaurus nije privlačio mnogo pažnje sve dok Peter Galton nije započeo svoju reviziju hipsilofodonata tijekom 1970-ih. Parksosaurus je 1973. dobio ponovni opis, prema kojem se smatralo da je u srodstvu s linijom Hypsilophodon\Laosaurus\L. minimus. Nakon toga je ponovo zaboravljen.  
George Olshevsky je 1992. izmijenio naziv vrste u P. warrenae, jer se drugi dio naziva odnosi na ženu (gđu. H. D.  Warren, koja je finansijski podržavala istraživanje), ali se, osim na Internet stranicama, radije koristi izvorni oblik naziva.

## Paleoekologija i paleobiologija
Parksosaurus je dijelio stanište formacije Horseshoe Canyon s hadrosauridom Edmontosaurusom, Saurolophusom i Hypacrosaurusom, ankilosauridom Euoplocephalusom, nodosauridom Edmontoniom, rogatim dinosaurima Montanoceratopsom, Anchiceratopsom, Arrhinoceratopsom i Pachyrhinosaurusom, pahicefalosauridom Stegocerasom, ornitomimosaurima Ornithomimusom i Struthiomimusom, velikim brojem slabo poznatih malenih teropoda, u koje spadaju trudontidi i dromeosauridi, te s tiranosauridima Albertosaurusom i Daspletosaurusom. Smatra se da je formacija Horseshoe Canyon bila pod znatnim djelovanjem mora, zbog prodiranja Zapadnog unutrašnjeg morskog prolaza, plitkog mora koje je pokrivalo središnji dio Sjeverne Amerike tijekom većeg dijela razdoblja krede.
Za života je Parksosaurus, kao hipsilofodont, bio malen i brz dvonožni biljožder. Imao je umjereno dug vrat i malenu glavu s keratinskim kljunom, kratke ali snažne prednje udove i duge zadnje udove. Paul je 2010. predložio mogućnost da su dugi nožni prsti bili prilagodba hodanju po blatu ili glini blizu rijeka i da je ruke koristio za kopanje jazbina.

## Vanjske poveznice
- Ornithopoda  Arhivirana inačica izvorne stranice od 27. rujna 2013. (Wayback Machine) na Thescelosaurus!
- Parksosaurus  Arhivirana inačica izvorne stranice od 11. rujna 2008. (Wayback Machine) u direktoriju dinosaura Prirodoslovnog muzeja